# Obrazy generowane komputerowo

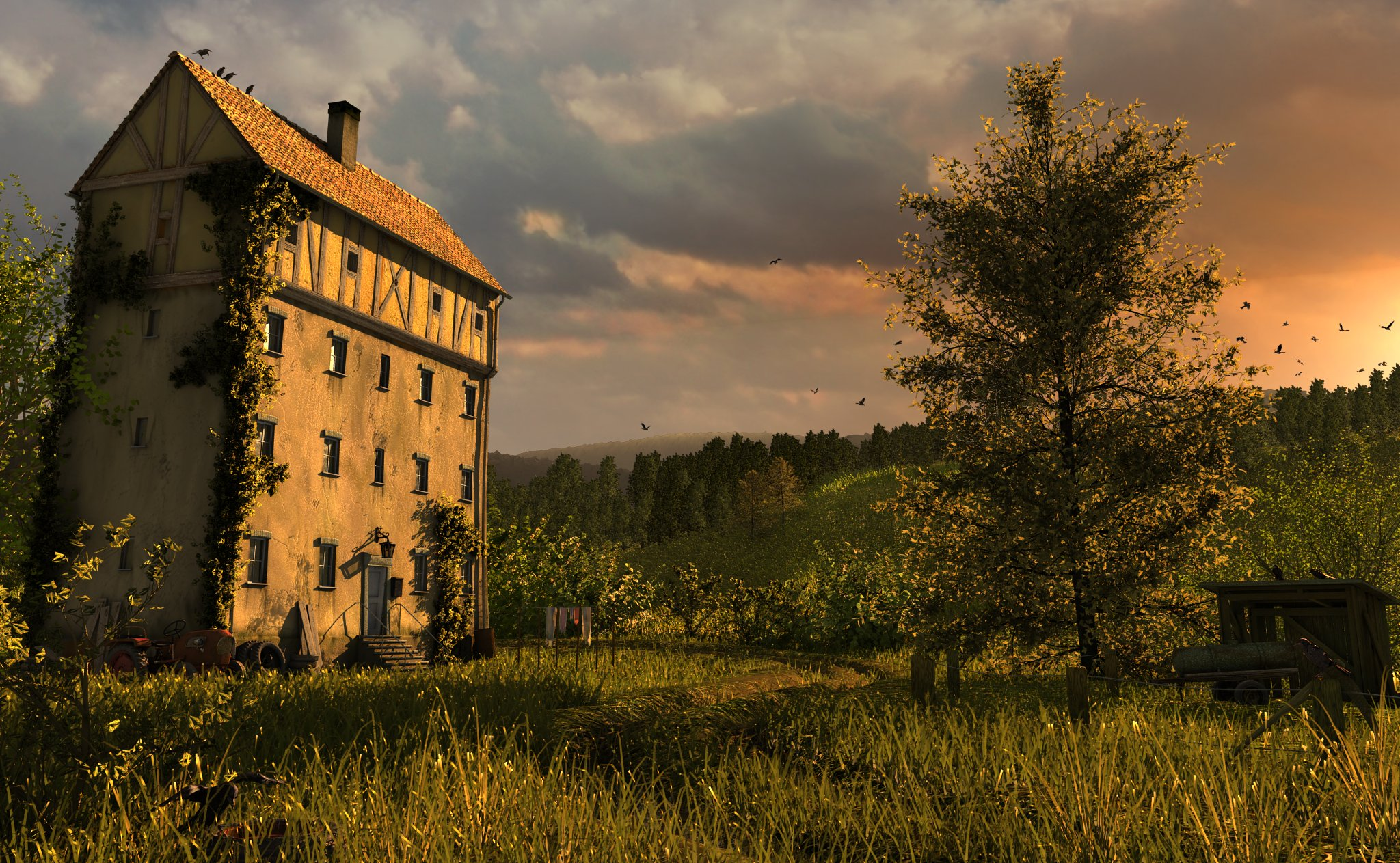
Samotny dom. Obraz stworzony za pomocą programu Blender

Obrazy generowane komputerowo (ang. computer-generated imagery – CGI) – wszelkie elementy obrazu (postacie, pojazdy, krajobraz), które powstały wyłącznie za pomocą komputera. Określenie CGI może się odnosić do obrazów dynamicznych bądź statycznych, również dwuwymiarowych (2D), ale pod pojęcie to podkłada się przeważnie technikę grafiki 3D.
CGI znajduje swoje zastosowanie w filmach, programach telewizyjnych, reklamach oraz grach komputerowych. Popularność techniki CGI wynika z tego, że jest w wielu przypadkach mniej kosztowna od metod fizycznych.
Pierwszym pełnometrażowym filmem animowanym wykonanym w technice CGI był Toy Story (1995).